# Прекодолце
Прекодолце је насеље у Србији у општини Владичин Хан у Пчињском округу. Према попису из 2022. било је 1537 становника (према попису из 2011. било је 1667 становника).

## Историја
У месту је јула 1933. године основана чета Соколског друштва. За старешину је изабран Светомир Пејчиновић иначе тамошњи председник Набављачке задруге.

## Демографија
У насељу Прекодолце живи 1233 пунолетна становника, а просечна старост становништва износи 36,7 година (35,4 код мушкараца и 37,9 код жена). У насељу има 465 домаћинстава, а просечан број чланова по домаћинству је 3,49.
Ово насеље је углавном насељено Србима (према попису из 2002. године).
|  |

| Демографија | Демографија | Демографија |
| Година      | Становника  | Становника  |
| ----------- | ----------- | ----------- |
| 1948.       | 872         |             |
| 1953.       | 960         |             |
| 1961.       | 1.007       |             |
| 1971.       | 1.212       |             |
| 1981.       | 1.471       |             |
| 1991.       | 1.848       | 1.810       |
| 2002.       | 1.625       | 2.153       |
| 2011.       | 1.667       |             |
| 2022.       | 1.537       |             |

| Етнички састав према попису из 2002.‍ | Етнички састав према попису из 2002.‍ | Етнички састав према попису из 2002.‍ | Етнички састав према попису из 2002.‍ | Етнички састав према попису из 2002.‍ |
| ------------------------------------ | ------------------------------------ | ------------------------------------ | ------------------------------------ | ------------------------------------ |
|                                      |                                      |                                      |                                      |                                      |
| Срби                                 | Срби                                 |                                      | 1.138                                | 70,03%                               |
| Роми                                 | Роми                                 |                                      | 392                                  | 24,12%                               |
| Бугари                               | Бугари                               |                                      | 24                                   | 1,47%                                |
| Југословени                          | Југословени                          |                                      | 8                                    | 0,49%                                |
| Македонци                            | Македонци                            |                                      | 2                                    | 0,12%                                |
| Црногорци                            | Црногорци                            |                                      | 1                                    | 0,06%                                |
| непознато                            | непознато                            |                                      | 26                                   | 1,6%                                 |

| Година пописа     | 1948. | 1953. | 1961. | 1971. | 1981. | 1991. | 2002. |
| ----------------- | ----- | ----- | ----- | ----- | ----- | ----- | ----- |
| Број домаћинстава | 158   | 180   | 213   | 278   | 390   | 477   | 465   |

| Број чланова      | 1  | 2  | 3  | 4   | 5  | 6  | 7  | 8 | 9 | 10 и више | Просек |
| ----------------- | -- | -- | -- | --- | -- | -- | -- | - | - | --------- | ------ |
| Број домаћинстава | 60 | 83 | 88 | 116 | 61 | 40 | 13 | 2 | 1 | 1         | 3,49   |

| Пол    | Укупно | Неожењен/Неудата | Ожењен/Удата | Удовац/Удовица | Разведен/Разведена | Непознато |
| ------ | ------ | ---------------- | ------------ | -------------- | ------------------ | --------- |
| Мушки  | 652    | 167              | 445          | 33             | 5                  | 2         |
| Женски | 662    | 105              | 455          | 89             | 10                 | 3         |
| УКУПНО | 1.314  | 272              | 900          | 122            | 15                 | 5         |

| Пол    | Укупно                    | Пољопривреда, лов и шумарство | Рибарство                            | Вађење руде и камена | Прерађивачка индустрија       |
| ------ | ------------------------- | ----------------------------- | ------------------------------------ | -------------------- | ----------------------------- |
| Мушки  | 258                       | 24                            | 0                                    | 0                    | 103                           |
| Женски | 139                       | 15                            | 0                                    | 0                    | 42                            |
| УКУПНО | 397                       | 39                            | 0                                    | 0                    | 145                           |
| Пол    | Производња и снабдевање   | Грађевинарство                | Трговина                             | Хотели и ресторани   | Саобраћај, складиштење и везе |
| Мушки  | 4                         | 26                            | 15                                   | 0                    | 12                            |
| Женски | 0                         | 7                             | 12                                   | 0                    | 0                             |
| УКУПНО | 4                         | 33                            | 27                                   | 0                    | 12                            |
| Пол    | Финансијско посредовање   | Некретнине                    | Државна управа и одбрана             | Образовање           | Здравствени и социјални рад   |
| Мушки  | 0                         | 1                             | 14                                   | 5                    | 5                             |
| Женски | 2                         | 0                             | 4                                    | 12                   | 18                            |
| УКУПНО | 2                         | 1                             | 18                                   | 17                   | 23                            |
| Пол    | Остале услужне активности | Приватна домаћинства          | Екстериторијалне организације и тела | Непознато            | Непознато                     |
| Мушки  | 2                         | 0                             | 0                                    | 47                   | 47                            |
| Женски | 3                         | 0                             | 0                                    | 24                   | 24                            |
| УКУПНО | 5                         | 0                             | 0                                    | 71                   | 71                            |